# Северус Снегг
Се́верус Снегг (оригинальное звучание фамилии — Снейп, англ. Severus Snape; 9 января 1960 — 2 мая 1998) — персонаж серии книг Дж. К. Роулинг о Гарри Поттере.
Преподаватель зельеварения (1981—1996) и защиты от Тёмных искусств (1996—1997) в школе чародейства и волшебства «Хогвартс», декан факультета Слизерин в 1981—1997, директор Хогвартса в 1997—1998. Пожиратель Смерти и член Ордена Феникса одновременно, двойной агент. Также является блестящим мастером по изготовлению зелий и изобретателем новых заклинаний. Несмотря на очень сложные отношения с Гарри Поттером помогал как ему, так и другим гриффиндорцам по приказу бывшего директора (до Снегга) Хогвартса Альбуса Дамблдора. Погиб 2 мая 1998 года в битве за Хогвартс, когда Волан-де-Морт приказал своей змее Нагайне лично убить профессора.

## Внешность и манеры
Глаза у него были чёрные, как у Хагрида, только в них не было того тепла, которым светились глаза великана. Глаза Снегга были холодными и пустыми и почему-то напоминали тёмные туннели.
«Гарри Поттер и философский камень»

Это был худой человек с нездорового цвета кожей, крючковатым носом и сальными, до плеч, волосами.
«Гарри Поттер и Тайная комната»

Также неоднократно подчёркивается сходство Снегга в длинной чёрной мантии с огромной летучей мышью.
Снегг нелюдим, холоден, крайне резок и неприятен в общении, очень строг к студентам (кроме факультета Слизерин), придирается к ним по малейшему поводу (особенно к студентам факультета Гриффиндор и лично к Гарри) и снимает с них очки при каждом удобном случае (это относится даже к факультетам Пуффендуй и Когтевран). В фильме «Гарри Поттер и Кубок огня» Снегг даже даёт подзатыльники студентам, которые разговаривают на его уроке, однако в книгах о подобном рукоприкладстве не упоминается.
Правда, сам Северус порой тоже весьма эмоционален: например, когда 31 октября 1981 года его лучшая подруга детства и возлюбленная Лили Поттер была убита Волан-де-Мортом вместе с мужем Джеймсом, Снегг рыдал, сжимая в объятиях её тело (согласно фильму), а в течение учёбы в Хогвартсе сына Лили, Гарри, неоднократно спасал.

## Семья
Происхождение Снегга в основном стало известно из его воспоминаний. Родители Северуса — чистокровная волшебница Эйлин Принц и магл Тобиас Снегг. Этот факт делает его полукровкой (отсюда и прозвище «Принц-полукровка»), что является большой редкостью для Пожирателей смерти, как отмечено в предпоследней книге. Сам Северус провёл своё раннее детство с родителями в маленьком домике в Паучьем тупике. Когда Снегг был ребёнком, его родители часто шумно ссорились. Снеггу очень хотелось покинуть свой дом, чтобы отправиться в Хогвартс. К концу последнего романа Гарри Поттер проводит параллели между своим детством, детством Снегга и Волан-де-Морта. Волан-де-Морт не знал и не любил своих родителей. В приюте некому было научить его любви к другим людям. Северус уважает и, вероятно, любит свою мать, которая заботилась о нём в меру своих сил, но ненавидит отца — тирана.

## В серии романов
По мере развития сюжета романов читатели постепенно узнают всё новые подробности о Снегге, его образ становится всё более сложным и неоднозначным, а его роль в сюжете становится более важной. Бо́льшая часть биографии Снегга (детство, учёба в Хогвартсе, а также взаимоотношения с Лили Поттер и Альбусом Дамблдором) приводится в самом конце серии романов о Гарри Поттере, в 33-й главе седьмой книги (глава «История Принца»).

### «Гарри Поттер и философский камень»
При первом же появлении Снегга в книге «Гарри Поттер и философский камень» Гарри сразу начинает подозревать его в причастности к злым делам из-за его мрачной отталкивающей внешности и ещё более неприятного характера. Гарри узнаёт школьную легенду о том, что Снегг знает всё о Тёмной магии и каждый год пытается занять место преподавателя защиты от Тёмных искусств, но директор не доверяет ему эту должность. С самого первого урока зельеварения Северус Снегг обращается с гриффиндорцами, особенно с Гарри Поттером, резко и несправедливо. До конца первой книги ни читатель, ни Гарри Поттер не знают причин его ненависти и постоянных придирок. В результате расследования действий профессора и обстоятельств, связанных с Философским камнем, Гарри, Рон и Гермиона приходят к, казалось бы, логичному выводу, что Снегг хочет убить Гарри Поттера и украсть философский камень. Лишь в конце первой книги оказывается, что это пытался сделать не Снегг, а Квиринус Квиррелл. В беседе с Квиреллом выясняется, что Снегг противодействовал Квирреллу и защищал Гарри Поттера. Альбус Дамблдор также сообщает Гарри, что в школе Джеймс Поттер был соперником Снегга.

### «Гарри Поттер и Тайная комната»
Несмотря на то, что Снегг пытался спасти жизнь Поттеру, никакого примирения между ними не происходит. Уже в начале второй книги Снегг резко отчитывает Гарри и Рона за несанкционированное использование магии вне школы и советует Минерве Макгонагалл отчислить их обоих из Хогвартса. На протяжении второй — шестой книг Снегг так же груб и несправедлив к гриффиндорцам, особенно к Гарри Поттеру, как и в начале серии.
Роль Снегга во второй книге невелика, однако в эпизоде с его участием — в первом и единственном занятии Дуэльного клуба — появляется информация, важная для развития сюжета серии. В этом эпизоде Гарри узнаёт обезоруживающее заклинание «Экспеллиармус», которое затем неоднократно спасало жизнь и разум самому Гарри и его друзьям.

### «Гарри Поттер и узник Азкабана»
В третьей книге выясняется одна из причин ненависти Снегга к отцу Гарри: Джеймс Поттер и его друзья (в первую очередь Сириус Блэк) травили Северуса во время учёбы в Хогвартсе (хотя зла ему не желали и серьёзного вреда не причиняли, по крайней мере, старались). А в конце пятого курса Снегг едва не погиб, отправившись по совету Сириуса в потайной ход, который вёл в Визжащую хижину, где прятался оборотень Римус Люпин во время своих превращений. В тот раз Джеймс Поттер спас Снеггу жизнь, вытащив его из туннеля. В конце третьей книги Снегг отказывается верить в невиновность Сириуса Блэка, способствуя его задержанию, а также нарочно разглашает, что Люпин — оборотень.
Также становится известно, что Снегг действительно блестящий зельевар — один из немногих, способных правильно приготовить сложнейшее ликантропное зелье, помогающее оборотням вести себя спокойно в волчьей форме. Люпин, для которого приём этого зелья был необходимым условием пребывания в Хогвартсе, весь год поневоле зависит от помощи Снегга, своего школьного врага.

### «Гарри Поттер и Кубок огня»
В четвёртой книге выясняется, что Снегг был Пожирателем смерти, но перешёл на сторону Дамблдора, стал его внедрённым агентом и был оправдан. Однако причина, по которой Снегг отказался служить Волан-де-Морту, остаётся неясной. В конце книги Снегг куда-то отправляется по специальному заданию Дамблдора, при этом выглядит взволнованным. Гарри предполагает, что Снегг снова начнёт шпионить.

### «Гарри Поттер и Орден Феникса»
В начале пятой книги оказывается, что Гарри угадал: Снегг снова вернулся к Волан-де-Морту по просьбе Дамблдора. Также Снегг оказывается членом Ордена Феникса, он появляется на собраниях Ордена и докладывает о планах Волан-де-Морта. О том, что́ Снегг докладывает Волан-де-Морту и насколько тот ему доверяет, читателям не сообщается. Сириус, вынужденный скрываться в доме своих родителей, где находится и штаб Ордена, не скрывает своего недоверия и ненависти к зельевару. Северус платит ему той же монетой.
После проникновения Гарри Поттера в сознание Волан-де-Морта Гарри вынужден брать уроки окклюменции у Снегга. На одном из таких уроков, когда Снегг выходит из кабинета, Гарри, раздираемый любопытством, решается окунуться в Омут памяти, куда Снегг прятал свои воспоминания перед началом каждого урока. Погрузившись туда, он видит очень неприятную сцену издевательства своего отца и его приятелей над Снеггом: после экзаменов на пятом курсе Джеймс Поттер заклинанием поднял Снегга в воздух и предложил снять с него штаны. Сириус и Питер поддерживали Джеймса, а Люпину было стыдно за друзей, но он не вмешивался. Психологическая травма, нанесённая Снеггу Джеймсом и Сириусом, «кровоточила» до самой смерти.
Вернувшись, Снегг насильно вытаскивает Поттера из Омута памяти и выгоняет его. После этого Гарри не отваживается больше приходить к Снеггу на уроки окклюменции. Гарри шокирован поведением своего отца и Сириуса и гораздо лучше, чем раньше, понимает причины ненависти Снегга к ним. Тем не менее Гарри опять не может понять, почему Дамблдор так уверен в преданности Снегга, который с детства враждовал с членами Ордена.

### «Гарри Поттер и Принц-полукровка»
В начале шестой книги Беллатриса обвиняет Снегга в неверности Тёмному Лорду:
— А какая от тебя была польза? — фыркнула Беллатриса. — Какие такие ценные сведения мы от тебя получили?

— Я передаю свои сведения непосредственно Тёмному Лорду, — сказал Снегг. — Если он не считает нужным делиться с вами…Гарри Поттер и Принц-полукровка
После этого Нарцисса просит Снегга защитить её сына Драко, а также помочь ему выполнить приказ Тёмного Лорда. И Снегг, к изумлению Беллатрисы, соглашается на обе просьбы и скрепляет своё согласие Непреложным Обетом.
В этом году Снегг наконец становится преподавателем защиты от Тёмных Искусств. На уроках он говорит о тёмной магии с уважением, что очень раздражает Гарри.
Подозрения Гарри против Снегга усиливаются, когда он подслушивает его разговор с Драко Малфоем, в ходе которого профессор просит Малфоя открыть ему, в чём заключался приказ Волан-де-Морта, и обещает содействие. Гарри сообщает обо всём Дамблдору, который, однако, заявляет, что по-прежнему доверяет Снеггу.
Кроме того, Гарри узнаёт, что именно Северус донёс Тёмному Лорду сведения о пророчестве, касающемся Гарри. Ненависть Гарри к зельевару от этой информации усилилась. При этом Дамблдор сказал Гарри, что передача пророчества Волан-де-Морту была, вероятно, самой большой ошибкой в жизни Снегга.
В конце книги Снегг убивает Дамблдора на глазах у Гарри (после того, как этого не смог сделать Драко Малфой). Гарри преследует профессора зельеварения, позже рассказывает об убийстве другим и решает отомстить. Снегг, убегая из Хогвартса, не сделал попытки убить Гарри (хотя легко обезоружил его) или доставить к Тёмному Лорду, напоминая и остальным Пожирателям смерти, что Волан-де-Морт займётся Гарри лично.
Также читатели узнают, что Снегг родился в семье чистокровной волшебницы Эйлин Принц и магла Тобиаса Снегга, из-за чего называл себя Принцем-полукровкой. И именно Снеггу принадлежал исписанный пометками учебник, из которого Гарри на шестом году обучения почерпнул множество полезных советов по зельеварению и заклинаниям, в том числе тёмным.

### «Гарри Поттер и Дары Смерти»
Седьмая книга также начинается со сцены с участием Северуса. На собрании Пожирателей Смерти Снегг называет дату, когда Гарри будут переправлять из дома его дяди и тёти в безопасное место. Он спорит по этому поводу с другим Пожирателем, Яксли, и оказывается, что Волан-де-Морт больше верит версии Снегга. Результатом точной информации Снегга становится одновременное нападение многих Пожирателей на Гарри и его друзей. В ходе нападения гибнут Грозный Глаз Грюм и сова Гарри Поттера Букля, а Снегг случайно отсекает ухо Джорджу Уизли.
После захвата власти Волан-де-Мортом Снегг становится директором Хогвартса. Об этом Гарри, Рон и Гермиона узнают из газеты «Ежедневный Пророк».
После Рождества, узнав от портрета Финеаса Найджелуса Блэка, бывшего директора Хогвартса, где находится Гарри, Снегг присылает своего патронуса в Королевский лес Дин, и тот показывает Гарри, где находится необходимый тому Меч Гриффиндора; при этом Поттер не понимает, кто его благодетель. Это создаёт ещё одну загадку последней книги.
Перед битвой за Хогвартс Снеггу приходится отбиваться сразу от трёх преподавателей и бежать из школы.
Во время финальной битвы Волан-де-Морт, ошибочно полагая, что Северус является владельцем Бузинной палочки, приказал убить его своей змее Нагайне, чтобы полностью использовать силу палочки. Перед самой смертью, бывший учитель по зельеварению, которого Гарри Поттер по-прежнему считает предателем, успевает передать Поттеру свои воспоминания. Просмотрев воспоминания, сам юноша, а вместе с ним и читатели, узнают истинные мотивы действий Северуса.
Оказывается, Снегг с детства любил мать Гарри — Лили. Когда Северусу было около десяти лет, он повстречал соседских девочек — Лили и Петунью Эванс — и понял, что Лили, как и он, обладает волшебной силой. Он стал рассказывать ей о волшебном мире и Хогвартсе, где им предстояло учиться.
1 сентября 1971 года они прибыли в Хогвартс. Лили была распределена в Гриффиндор, а Северус — в Слизерин. В этот же день началась непримиримая вражда между Снеггом и гриффиндорцами: Джеймсом Поттером, Сириусом Блэком, Питером Петтигрю и Римусом Люпином.
В старших классах Северус стал членом группы, включавшей Эйвери, Мальсибера, Люциуса Малфоя и других слизеринцев, которые позже стали Пожирателями смерти. Долгое время Лили Эванс сохраняла дружеские отношения со Снеггом, но её сильно пугало отношение Северуса к маглорождённым студентам, а также дружба со слизеринцами, интересовавшимися Тёмными искусствами. Когда Лили на пятом курсе увидела, как Джеймс и Сириус совершают выходку над Снеггом, она заступилась за него, однако Северус обозвал Лили «грязнокровкой». После этого она окончательно порвала общение с ним, а на седьмом курсе начала встречаться с Джеймсом Поттером. Снегг приблизительно в это же время примкнул к Пожирателям Смерти.
В 1980 году он подслушал часть пророчества Сивиллы Трелони во время её беседы с Дамблдором о том, что родится человек, который сможет победить Тёмного Лорда. Он рассказал об этом Волан-де-Морту, а тот решил, что речь идёт о сыне Джеймса и Лили Поттеров. Снегг просил Тёмного Лорда не убивать Лили, но безуспешно. Тогда Снегг пришёл к Дамблдору и попросил его спасти Лили. Взамен он пообещал выполнить всё, что Дамблдор прикажет. Дамблдор пообещал сделать всё возможное, чтобы защитить молодую женщину и её семью. С этого момента Северус Снегг стал шпионом Дамблдора и Волан-де-Морта одновременно, в действительности будучи на стороне Дамблдора.
Несмотря на все свои старания, Дамблдор не смог защитить Поттеров. После их убийства Тёмным Лордом он убедил Снегга, что единственный способ искупить вину перед Лили — это защищать её сына Гарри, чтобы не получилось, будто Лили погибла напрасно. Снегг согласился, но просил Дамблдора никому об этом не говорить. Таким образом, верность памяти Лили мотивировала Снегга выполнять приказы Дамблдора, подвергаясь смертельному риску со стороны как Пожирателей, так и Ордена Феникса. Дамблдор же сам заранее попросил Снегга убить его, зная, что в любом случае не проживёт больше года (из-за проклятия в кольце Марволо Мракса, одного из крестражей).
Также оказывается, что на протяжении седьмой части Снегг всё-таки помогал Гарри и его друзьям. Применив заклинание Конфундус к Наземникусу Флетчеру (члену Ордена Феникса), он внушил ему идею, как можно переправить Гарри из дома Дурслей (идея заключалась в том, что шестеро друзей Гарри выпьют Оборотное Зелье и превратятся в его двойников, чтобы сбить с толку Пожирателей Смерти). Кроме того, он помог Гарри и Рону добыть Меч Гриффиндора, необходимый им для уничтожения крестражей. Последний факт становится ясен, когда Гарри из воспоминаний Снегга узнаёт магическую форму Патронуса Снегга — лань. А именно Патронус в виде лани во время скитаний Гарри Поттера и его друзей привлёк внимание Гарри и привёл его к озеру, на дне которого был спрятан Меч Гриффиндора.
В эпилоге сообщается, что Гарри назвал одного из сыновей Альбусом Северусом, а самого Северуса Гарри называет одним из самых смелых людей, которых он когда-либо знал. Таким образом, Гарри всё-таки пересмотрел своё отношение к Снеггу, пусть и после его смерти.
В одном из воспоминаний Дамблдор намекает, что Снеггу, с его храбростью, можно было учиться в Гриффиндоре.

## Магические навыки
Профессор Снегг — искусный и опытный волшебник, это признаёт даже сам величайший лорд Волан-де-Морт. Снегг виртуозно владеет окклюменцией и легиллименцией. Умелый дуэлянт. Обладает отличной реакцией, способен молниеносно отражать заклинания. Мастер зельеварения и невербальных заклинаний. Отлично владеет тёмной магией (по словам Сириуса Блэка: «Снегг ещё когда учился, интересовался чёрной магией и здорово в ней поднаторел… На первом курсе он знал больше заклинаний, чем добрая половина семикурсников…»). Является изобретателем заклинания Сектумсемпра, которое на 6-м курсе неудачно применил Гарри Поттер против Драко Малфоя, а также оно было неудачно применено Снеггом против одного из Пожирателей смерти, в результате чего Джордж Уизли потерял ухо. Один из немногих магов, способных к непосредственной левитации.

## Создание персонажа
Вероятнее всего, реальным прототипом Снегга стал школьный преподаватель химии Джон Неттлшип по прозвищу Жало, от которого у Роулинг и её одноклассников остались не самые приятные воспоминания. Когда Неттлшип узнал, что его связывают с образом Снегга, он был очень огорчён. Но позже заявил:

Снегг достаточно ужасен, но если моё эксцентричное поведение в классе способствовало появлению какой-то части этих замечательных книг, это очень радует меня.
Оригинальный текст (англ.)Snape is pretty horrible, but if my eccentricities in the classroom helped to inspire a small part of these wonderful books, then I am very happy.
— Джон Неттлшип
Неттлшип, ныне вышедший на пенсию, вспоминает Джоан Роулинг как подававшую надежды, но тихую девочку. Он также заметил: «Её отношение к моим урокам больше напоминало Гарри на уроках Зелий, чем Гермиону».
Также на образ Снегга могла повлиять Сильвия Морган — суровая дама, преподававшая у Роулинг в начальной школе. В первый же день в школе Роулинг набрала в тесте только половину баллов и была пересажена на место «для тупых». Вскоре способности дали о себе знать, и её пересадили, но, как вспоминает Роулинг: «Это повышение обошлось мне слишком дорого. Миссис Морган заставила меня поменяться местами с моим лучшим другом».

### Происхождение имени
Имя Северус заимствовано Роулинг у римского императора Септимия Севера (лат. Lucius Septimius Severus), который восстановил вал Адриана в районе английской деревни Снейп в Северном Йоркшире. Название этой деревни стало фамилией профессора. Кроме того, в выборе имени и фамилии прослеживается игра слов — имя тождественно латинскому слову «severus» (суровый, жестокий), а фамилия имеет параллели со «snake» (змея) и «snap» (резкое, отрывистое движение; злобная реплика; внезапное похолодание). Расхождения при переводе имени персонажа на русский разными переводчиками связаны с попытками сохранить эту игру слов.

## Северус Снегг в фанатской субкультуре
Поскольку многие поклонники считают Снегга самым неоднозначным и интересным персонажем серии книг о Гарри Поттере, у него возникло множество почитателей. Они также отдают должное исполнению роли Снегга актёром Аланом Рикманом.

Вопрос: Кто ваши любимые герои?

Роулинг: У меня их много. Мне очень нравятся Гарри, Рон, Гермиона, Хагрид и Дамблдор. Я люблю писать о Снегге — хотя его не всегда можно назвать приятным человеком, писать о нём очень интересно.

Вопрос: А мы узнаем больше о Снегге?

Роулинг: В книгах всегда бывает много о Снегге, потому что это не герой, а подарок для автора. Я не решусь сказать, что он мне нравится… [Голос из зала: А мне нравится.] Вам нравится? Это меня очень тревожит. Вы говорите об Алане Рикмане или о Снегге? [Смеётся.] Хотя это книга, не жизнь, не так ли?

(J.K. Rowling Edinburgh Book Festival Excerpts, август 2004)

В книге «Гарри Поттер и Принц-полукровка» выяснилось, что Северусу Снеггу одновременно доверяли Волан-де-Морт и Дамблдор. В течение двух лет до выхода последней книги вопрос о том, на чьей стороне Снегг, был одной из самых обсуждаемых тем среди посетителей форумов и сообществ, посвящённых серии книг о Гарри Поттере. Многие полагали, что Снегг всё равно предан Дамблдору и был вынужден убить его по его же просьбе (как впоследствии оказалось, так и было). Фанаты строили многочисленные теории о прошлом Снегга и причинах смерти Дамблдора, основанные на некоторых деталях из шести опубликованных книг.

Корреспондент: Хорошо, тогда самый важный, самый главный вопрос по шестой книге. Снегг — злодей?

Роулинг [сдерживает смех]: Ну вы же читали книгу. И как вы думаете?

Корреспондент: Есть теория о тайном сговоре, есть люди, которые будут утверждать…

Роулинг: Отчаянно цепляться за последнюю надежду… [Смеётся.]

Корреспондент: Да!

Роулинг: Ну, хорошо, вполне очевидно, что отношения Гарри и Снегга стали теперь такими же личными, как Гарри и Волан-де-Морта, если не больше. На ваш вопрос я ответить не могу, потому что это спойлер, что бы я ни сказала. Это настолько плотно связано с тем, что произойдет, когда они оба снова встретятся, что я не могу ничего вам сказать. К тому же сейчас появится десять тысяч разнообразных теорий, и я оторвусь как следует, читая их. [Смеётся.] Может, я злая, но я обожаю теории.

Корреспондент: Дамблдор планировал умереть?

Роулинг [после паузы]: Думаете, из этого выйдет большая теория?

Корреспондент: Да. Большая-пребольшая.

Роулинг [после паузы]: Ну, эту я отстреливать не хочу. [Смешок.] Я должна дать людям надежду.

Корреспондент: Она возвращает нас к вопросу, является ли Снегг двойным-двойным-двойным-тройным…

Роулинг [смеется]: Двойным-двойным-четверичным-в-цатой-степени… ага.

(Интервью TLC и Mugglenet, 16 июля 2005).

Тем не менее споры о лояльности Снегга продолжались даже после публикации последней книги; некоторые читатели считают, что воспоминания, показанные Гарри, были полностью или частично подделаны.
Джоан Роулинг заявила, что она восхищена тем фактом, что даже после выхода последней книги «Гарри Поттер и Дары Смерти» среди фанатов продолжаются спекуляции относительно истинной лояльности Мастера Зелий. Однако она подтвердила, что Снегг действительно был на стороне добра:

Вопрос: Вы считаете, Снегга можно назвать героем?

Роулинг: Да, я так считаю. Хотя он герой со множеством недостатков. Возможно, даже антигерой. Его никак не назовёшь приятным человеком, он остался злым, жестоким, он любит запугивать, сам страдает от чувства горечи и постоянной опасности. И всё же он любит и демонстрирует преданность этой любви. И в конечном счёте платит жизнью за эту любовь. По-настоящему героический поступок!

(Чат с Дж. К. Роулинг на сайте Bloomsbury, 30 июля 2007)

Некоторые фанаты убеждены, что Снегг не умер, и собирают косвенные доказательства этого. Аргументом в пользу этой теории является отсутствие портрета Снегга в кабинете Директора (напротив, сразу же после смерти Дамблдора его портрет автоматически появился на стене). Впрочем, Роулинг объяснила отсутствие портрета иначе:
Вопрос: В последней сцене в кабинете директора не было портрета Снегга. Это случайно или преднамеренно?

Роулинг: Намеренно. Снегг фактически покинул директорский пост перед смертью, поэтому не заслужил быть включённым в августейшее общество. Тем не менее мне нравится думать, что Гарри поспособствует тому, чтобы со временем портрет Снегга там появился.

(Чат с Дж. К. Роулинг на сайте Bloomsbury, 30 июля 2007).

Русскоязычные фанаты наиболее часто называют этого персонажа Снейп, предпочитая оригинальное звучание попыткам неудачного перевода «говорящей» фамилии.
Некоторые фанаты предполагают, что Снегг страдает синдромом Адели Гюго, однако это мнение не имеет особой популярности.

## Озвучивание в фильмах
- Русский дубляж — Алексей Рязанцев[12] (студия Мосфильм для Каро-Премьер).

## Критика и отзывы
- Журнал «Мир Фантастики» поставил Снегга на 2-е место в списке «10 самых известных предателей в фантастике», заметив, что план предательства Снегга был придуман Дамблдором, а Северус лишь отличный исполнитель[13].
- Элизабет Хэнд из The Washington Post объяснила, что жизнь Снегга «является самым душераздирающим, удивительным и приносящим удовлетворение из всех достижений Роулинг»[14].